# Réo
Réo este un oraș din provincia Sanguié, Burkina Faso.